# Flowtransmitter
En Flowtransmitter måler flow/gennemstrømningen og omdanner den til elektriske pulser, som kan måles af en anden enhed.
Flowtransmitteren fås i flere forskellige typer og størrelser bl.a. findes en specielt fremstillet til måling af gennemlyselige væskers flow.